# Éva Szalai
Pour les articles homonymes, voir Szalai.
Dans le nom hongrois Szalai Éva, le nom de famille précède le prénom, mais cet article utilise l’ordre habituel en français Éva Szalai, où le prénom précède le nom.
Éva Szalai , née le 31 mars 1987 à Budapest,  est une pianiste hongroise.

## Biographie
Elle commence ses études musicales à Kiskőrös sous la direction d' István Pethő et les poursuit à l' école Kodály de Kecskemét où elle est l'élève de la pianiste Mária Radványi, lauréate du prix Bartók-Pásztory. À l'âge de quatorze ans, elle obtient le deuxième prix au IXème Concours National de Piano de l'École Nationale de Musique. En 2003, elle remporte un deuxième prix et un prix spécial au Xe Concours national de piano des lycées professionnels organisé à Békéscsaba. Un an plus tard, elle remporte le Grand Prix du IIIème Concours National de Musique de Chambre. En 2005, elle est lauréate et grand prix de sa classe d'âge du XIe Concours national de piano des lycées professionnels.
À partir de 2005, elle poursuit ses études à l'université de musique Franz-Liszt de Budapest, où elle est l'élève de György Nádor, Balázs Szokolay et Márta Gulyás.
À dix-neuf ans, elle est demi-finaliste au Concours international de piano « Seiler » organisé en Grèce. L'année suivante elle remporte deux prix spéciaux au Bremer Klavierwettbewerb (de) (Concours international de piano de Brême) en Allemagne. En 2008, en France, au VIe Concours international de piano Agyilija Aliyeva, elle remporte le premier prix ainsi que le prix spécial de l'interprétation la plus poétique. En juin 2010, elle remporte le grand prix du Concours International de Piano Alain Marinaro en France. Elle obtient ensuite le premier prix du Concours international de musique Semper.
De 2008 à 2010, elle est titulaire d'une bourse de l'École supérieure de musique Reine-Sophie de Madrid, où elle suit les cours de Dmitri Bachkirov. Après cela, elle peut poursuivre ses études au Conservatoire royal de La Haye sous la direction de Naum Grubert, puis elle devient elle-même enseignante dans cet établissement. En 2014, elle est boursière invitée du Festival international et de l'Académie PianoTexas à Fort Worth.
En 2017, elle entreprend un doctorat d'interprétation pianistique à l'université Franz-Liszt. Sa thèse porte sur l'interprétation de Chopin du pianiste Alfred Cortot.